# Grégory Ségur
Pas d'image ? Cliquez ici

a Compétitions nationales et continentales officielles uniquement.

Dernière mise à jour le 7 février 2025.
Grégory Ségur, né le 24 juillet 1983, est un joueur de rugby à XV évoluant au poste de pilier (1,83 m pour 105 kg).

## Palmarès
- International -21 ans : 2 sélections en 2003 (Angleterre, Écosse).
- Champion de France Reichel : 2002
- vainqueur du championnat de Federale 1 2006